# 骨質疏鬆症
骨質疏鬆症（英語：osteoporosis）是一种全身性骨骼疾病，其特征是骨量低，骨组织的微架构衰退导致骨贫瘠（bone sterility），并因此增加骨折风险；此为老年人骨折的最常见原因。易於因骨質疏鬆而骨折的骨骼部位有脊椎、前臂骨、髖關節骨。通常骨折前都不會有任何症狀，一直到骨骼變得鬆軟易折，稍微受壓就會斷裂；發生慢性疼痛及機能衰退後，就連日常活動都有可能導致再度骨折。
骨質疏鬆包含最高骨質密度低於平均值，以及骨質流失高於一般平均值，因雌激素下降，女性在更年期後骨質疏鬆會加劇；該病症也可能因患病或接受治療而引起，例如酗酒、厭食症、甲狀腺機能亢進、卵巢切除術和腎病變等疾病，有些用藥會促進骨質流失，如抗癲癇藥物、化療、氫離子幫浦阻斷劑、選擇性5-羥色胺再攝取抑制劑和糖皮質素等。運動不足和吸菸亦為風險因子。據世界衛生組織標準，骨質疏鬆症是以低於青年人的平均骨骼密度2.5個標準差為定，通常是用雙能量X射線吸收測定法檢測髖關節骨骼。
骨骼疏鬆症的預防方法如兒童時期正常攝取鈣質，避免吃會导致骨质疏鬆的藥物，患者預防骨折的方法有正常飲食、運動以及防跌倒；改變生活型態如戒菸、戒酒也有幫助 。曾因骨質疏鬆而骨折過的患者服用雙磷酸鹽藥物很有效，但是這種藥對沒有骨折過的患者則效益不大，其他還有許多可用的藥物。
骨質疏鬆症會隨著年紀增加而加重，約 15% 的白人 50 多歲起會出現症狀，80 歲以上則會提高到 70% ；骨質疏鬆亦多見於女性，甚於男性患者。已開發國家中利用篩檢發現 2% - 8% 男性及 9% - 38% 的女性確診罹患骨質疏鬆；開發中國家的發病率則尚不明朗。2010 年，歐洲有將近 2,200 萬女性患者和 550 萬左右男性患者，同年在美國，發現有 800 萬左右女性和 100-200 萬男性患者。骨質疏鬆症的危險因子包括性別（尤其是女性）、太早停經、種族（尤其是白人和亞洲人）、骨頭結構較細、身體質量指數過低、抽煙、酗酒、活動量不足、具有家族病史。
骨質疏鬆症主要可分為：原发性骨质疏松症和继发性骨质疏松症。原发性骨质疏松症又可分为绝经妇女的骨質疏鬆症（I型）和老年性骨质疏松症（II型）。更年期引致的骨質疏鬆症主要影響踏入更年期後的女性；隨著女性荷爾蒙的流失，骨質慢慢流失。另一方面，因年老所引致的骨質疏鬆症則是隨著年紀老邁，鈣質慢慢流失所引致；無論男性或女性都同樣受影響。
人類的最高骨骼密度通常在30-40歲間就會達到最大，隨後便會走下坡，漸漸發生礦物質流失現象。一般來說，女人骨質流失最快的時期是停經後五年間，脊椎密度平均每年減少3-6%，而超過50%年過80歲的女性會有骨折的經歷。男性骨質流失的速率則較為穩定，在達平均巔峰骨骼質量後，依據不同部位，每年流失約0.5-2%。雖然骨質疏鬆症多數情況下並不會直接導致死亡，但骨質疏鬆症增加骨折機會，從而影響病患者的健康和獨立生活能力，更大大增加社會醫療負擔。

## 语源及历史
英语 osteoporosis 源自古希臘語：（bone）和古希臘語：（porous），意為「多孔的骨頭」。

## 诊断
目前常用的骨质疏松诊断常用方法有：
1. X线照相法
2. 光子吸收法
3. 双能X线吸收法（DXA，DEXA）
4. 骨形态计量学方法
5. 定量超声诊断法（QUS）
6. 生化鉴别诊断法
7. 生理年龄预诊法
8. 综合诊断评分法

### 双能X线吸收法骨密度检测
双能X线吸收法（Dual energy X-ray absorptiometry，DXA，DEXA）骨密度检测，是诊断骨质疏松症的金标准。如果测得的骨矿物质密度低于年青人的标准值2.5个标准方差值（可用T值表示），即可诊断为骨质疏松症。世界卫生组织建立了以下的诊断标准：
- T值大于  -1.0 为正常
- T值介于  -1.0 和 -2.5之间为“低骨密度”（一些医生认为“低骨密度”是骨质疏松症的前期，但有一些“低骨密度”病人不会发展为骨质疏松）
- T值小于  -2.5 为骨质疏松

如果因为低骨密度发生过摔倒或骨折事件，可认为是严重骨质疏松（或被证实之骨质疏松）。
国际临床密度学会（International Society for Clinical Densitometry）认为：

1、诊断50岁以下的男性骨质疏松症不能仅根据密度测试结果；

2、对于绝经前妇女，应使用Z值（与同年龄组比较值，而非与巅峰骨密度比较值），而不是T值；同时对这些妇女的诊断不能仅根据密度测试结果。

## 科研动态
经过动物实验证实，一种能够特异性携带任何具有成骨潜能的小核酸到达骨形成部位的靶向递送系统，能够高效而安全地促进携带的成骨小核酸逆转骨质疏松，为骨质疏松治疗的应用基础研究与核酸药物研发提供了基础。2012年1月30日，《自然－医学》杂志在线发表了由香港中文大学矫形外科及创伤学系张戈教授团队、军事医学科学院蛋白质组学国家重点实验室张令强研究员团队、中国科学院深圳先进技术研究院转化医学中心秦岭教授团队，以及香港浸会大学中医药学院杨智钧教授团队合作研制成功的这一成果。

## 防治

### 预防
在生命的每个阶段采取行动可以维持和改善骨骼健康。足够的钙摄入量，适当的維他命D水平（以帮助吸收钙）和運動锻炼对于健康的骨骼都是重要的。对于低骨密度或骨质疏松症患者，这3个因素尤其重要。
获得钙的最好方法是吃富含钙的食品，如：乳品、豆类、鱼和钙高的蔬菜和水果。当这不可能时，可能需要根据医嘱攝取补充剂。
維他命D的主要来源為日照暴露。许多人没有足够的维他命D水平，特别是在冬季。对于维他命D水平低的人群，可能需要根据医嘱攝取补充剂。
定期的运动在维持或改善骨密度方面相當有益。运动也增加肌肉的大小，力量和容量。锻炼要恆常不断进行以获得效果。运动包括两类：
1. 承重运动。如：快步走，慢跑，跳跃，篮球，网球，跳舞，冲击有氧运动，走楼梯。
2. 渐进阻力训练。如：举重，手、脚踝重量或健身器材。[15]

### 治疗
如身体有以下症状，应及时去医院检查：
1. 迈步走动或移动身体时，血液中钙离子下降，这时会感到腰部疼痛。
2. 腰背部无力、感觉疼痛，渐成慢性疼痛，偶尔剧痛。
3. 脊柱渐弯，形成驼背。
4. 身高显著变矮。
5. 骨折
6. 呼吸系统下降

如经检查发现骨量低下，并有绝经期、吸烟喝酒、服用激素药物等任何一项危险因素，都应及时治疗。
仅仅补钙并不能改善骨质疏松症引起的疼痛。补钙只是做基础保养，无法从根子上改善骨量流失及腰背部疼痛症状。
临床治疗骨质疏松症的药物主要有三类：⑴抗骨吸收药物；⑵促进骨形成药物；⑶其他药物。
腰酸背痛等典型骨质疏松患者应选用降钙素、二磷酸盐等药物来减轻疼痛，缓解症状，日常应采取健康的生活方式，增加对钙的摄入和维他命D。老年人肝肾功能弱，难以活化维他命D，因此也可能使得摄入的钙难被身体真正吸收，要同时服用骨化三醇等具有活性的维他命D促进钙吸收，增加肌肉力量防止跌倒，预防骨质疏松症和骨松性骨折。